# 사랑이야
〈사랑이야〉는 대한민국의 가수 송창식의 노래이다. 한성숙 작사, 송창식 작곡의 노래로, 1974년 송창식 《사랑이야》에 실렸다. 조영남, 이용 등이 리메이크하였다.